# Center 305
Center 305 je bil obveščevalni center Nacionalnega komiteja Kraljevine Jugoslavije, ki je deloval v Trstu.
Vodje centra so bili:
- stotnik Josip Kuhar (1945-1948),
- Dušan Lajovic (1948-?) in
- major Andrej Slavko.